# Sylvain Georges
Sylvain Georges (Beaumont, 1 mei 1984) is een Frans voormalig wielrenner. Georges werd in 2006 derde op het Franse kampioenschap tijdrijden voor beloften. Tijdens de Ronde van Italië van 2013 testte de Fransman positief op het middel Heptaminol. Hij reed toen bij AG2R La Mondiale. Dit kwam hem op een schorsing van een half jaar te staan.

## Belangrijkste overwinningen
2009
- Eindklassement Ronde van Mauritius

2011
- 1e etappe Ronde van Rhône-Alpes
- 3e etappe Ronde van Rhône-Alpes
- Eindklassement Ronde van Rhône-Alpes
- Grote Prijs van Plumelec

2012
- 6e etappe Ronde van Californië

## Grote rondes
| Jaar | Ronde van Italië | Ronde van Frankrijk | Ronde van Spanje |
| ---- | ---------------- | ------------------- | ---------------- |
| 2013 | uitgesloten      |                     |                  |